# Da'Sean Butler
Da'Sean Christopher Butler (Newark, Nueva Jersey, 25 de enero de 1988) es un exjugador de baloncesto estadounidense que hizo su carrera como deportista profesional en equipos de la NBA D-League, Europa y Oriente Medio. Con 2,00 metros de estatura, jugaba en la posición de alero. Tras retirarse, pasó a desempeñarse como entrenador. 

## Trayectoria deportiva

### Universidad
Jugó durante cuatro temporadas con los Mountaineers de la Universidad de Virginia Occidental, en la que promedió 14,3 puntos, 5,5 rebotes y 1,9 asistencias por partido.
Su primera temporada fue una de las mejores que se recuerdan en la historia de su universidad. Saliendo desde el banquillo, jugó 23,3 minutos cada noche para promediar 10,1 puntos, siendo incluido en el mejor quinteto de novatos de la Big East Conference.
En su temporada sophomore se convirtió ya en titular indiscutible, logrando a lo largo del año 3 dobles-dobles, el más destacado de ellos conseguido ante St. John's, con 18 puntos y 10 rebotes. Su destacada actuación le valió una convocatoria de la organización Athletes in Action para representar a los Estados Unidos en la Copa William Jones de Taiwán de 2008. Ese equipo -integrado también por Manny Harris, Jamel McLean y Ben Woodside- se consagró campeón del torneo.
Al año siguiente la temporada comenzó con la disputa del 76 Classic, un torneo que se celebra en Acción de Gracias, donde los Mountaineers se hicieron con el título tras derrotar a Portland en la final, siendo designado Butler como MVP. Consiguió su récord personal de anotación ante Villanova, con 43 puntos, la mejor anotación de un jugador de la Big East desde 2003. Fue elegido por sus compañeros como el mejor jugador del equipo e incluido en el segundo mejor quinteto de la conferencia.
Ya en su última temporada fue elegido mejor jugador del Torneo de la Big East Conference y en mejor quinteto de la conferencia, tras promediar 17,2 puntos y 6,2 rebotes por partido. Pero en las semifinales de la final Four disputadas ante Duke sufrió una muy grave lesión en el ligamento anterior cruzado de la rodilla izquierda, que le ha mantenido apartado de las canchas hasta ahora.

### Profesional

#### Jugador
Fue elegido en la cuadragésima segunda posición del Draft de la NBA de 2010 por Miami Heat. pero fue cortado antes del inicio de la temporada. En marzo de 2011 fichó por San Antonio Spurs a pesar de seguir con la rehabilitación de su lesión, permaneciendo desde entonces en la lista de lesionados.

#### Entrenador
A partir de 2021 comenzó a trabajar como entrenador asistente en diversos equipos universitarios. Asimismo ha integrado el cuerpo de entrenadores de franquicias de la NBA como los New York Knicks y los Boston Celtics.